# Chirosia proboscidalis
Chirosia proboscidalis är en tvåvingeart som först beskrevs av Malloch 1920.  Chirosia proboscidalis ingår i släktet Chirosia och familjen blomsterflugor. Inga underarter finns listade i Catalogue of Life.